# Issuu
Issuu je webová stránka, na níž jsou publikace, které je možno číst (některé z nich i stahovat) zdarma. Aplikace byla oficiálně založena v Kodani v prosinci roku 2006 Michaelem Hansenem, Rubenem Bjergem Hansenem, Mikkelem Jensenem a Martinem Ferro-Thomsenem. V současné době se na Issuu nalézá přes 15 milionů publikací, což z ní dělá největší službu svého druhu na světě.

## Aplikace
V roce 2014 Issuu vydala svou aplikaci pro iOS pro přístup k Issuu na zařízeních Apple. Aplikace obsahovala funkci offline seznamu četby, která uživatelům umožňovala číst z aplikace Issuu, aniž by byli online. Aplikace by také mohla skládat publikace zády k sobě, aby je bylo možné číst za sebou. Původně byla aplikace vydána pro Android v lednu. Před spuštěním aplikací společnosti z roku 2014 Apple v roce 2009 třikrát odmítl aplikaci od Issuu (než společnost expandovala do USA). V roce 2019 Issuu oznámilo spuštění Issuu Promote, nástroje pro integraci reklam pro Facebook a Instagram, který umožňuje distribuci obsahu na více kanálech sociálních médií.